# 马来西亚2019冠状病毒病疫苗接种计划
马来西亚的2019冠狀病毒病疫苗接種計劃是由马来西亚联邦政府辖下的2019冠狀病毒病疫苗供应保证特别委员会執行的大規模2019冠狀病毒病疫苗接種計劃。計劃的目標是為马来西亚全數適合接種疫苗的居民免費或付费提供疫苗注射，以保障国民免受2019冠狀病毒病感染，遏止马来西亚的2019冠狀病毒病疫情。本条目主要介紹2019冠狀病毒病马来西亚疫情的新冠疫苗的接种进度。
接種2019冠狀病毒疫苗總人數 (截至2022年9月12日)

## 疫苗劑量

### 政府采購
截至2021年8月16日，马来西亚政府已采購下列疫苗：
| 疫苗           | 研发国家   | 订单       | 可覆蓋人口 | 覆蓋人口比率 |
| -------------- | ---------- | ---------- | ---------- | ------------ |
| 辉瑞－BioNTech | 德国、美国 | 44,799,300 | 22,399,650 | 68.6%        |
| 科兴           | 中国       | 20,400,000 | 10,200,000 | 31.2%        |
| 牛津－阿斯利康 | 英国       | 6,400,000  | 3,200,000  | 9.8%         |
| COVAX機制      | 英國、美國 | 6,400,000  | 3,200,000  | 9.8%         |
| 康希諾         | 中國       | 3,500,000  | 3,500,000  | 10.7%        |
| 衛星V          | 俄羅斯     | 6,400,000  | 3,200,000  | 9.8%         |
| 总计           | 总计       | 87,899,300 | 45,699,650 | 139.9%       |

### 國際捐贈
截至2021年8月16日，馬來西亞共獲以下國家捐贈疫苗：
| 國家         | 日期          | 疫苗           | 劑量      | 可覆蓋人口 | 覆蓋人口比率 | 參考文獻    |
| ------------ | ------------- | -------------- | --------- | ---------- | ------------ | ----------- |
| 日本         | 2021年7月1日  | 牛津－阿斯利康 | 998,400   | 499,200    | 1.5%         | [ 3 ]       |
| 美国         | 2021年7月5日  | 輝瑞－BioNTech | 1,000,350 | 500,175    | 1.5%         | [ 4 ]       |
| 中国         | 2021年7月16日 | 科興           | 500,000   | 250,000    | 0.8%         | [ 5 ]       |
| 沙烏地阿拉伯 | 2021年7月31日 | 牛津－阿斯利康 | 1,000,000 | 500,000    | 1.5%         | [ 6 ]       |
| 英国         | 2021年8月3日  | 牛津－阿斯利康 | 415,000   | 207,500    | 0.6%         | [ 7 ]       |
| 阿联酋       | 2021年8月14日 | 國藥           | 1,000,000 | 500,000    | 1.5%         | [ 8 ] [ 9 ] |
| 总计         | 总计          | 总计           | 4,913,750 | 2,456,875  | 7.4%         | [ 2 ]       |

## 疫苗審核與使用概況
| 疫苗           | 疫苗類型       | 研發機構                                                              | 研發國家       | 劑量 | 通過審核 | 使用疫苗 | 國家免疫計劃 |
| -------------- | -------------- | --------------------------------------------------------------------- | -------------- | ---- | -------- | -------- | ------------ |
| 輝瑞－BioNTech | mRNA疫苗       | 輝瑞製藥、BioNTech                                                    | 美國、 德國    | 2劑  | 已通過   | 使用中   | 納入         |
| 牛津－阿斯利康 | 腺病毒載體疫苗 | 牛津大學、阿斯利康製藥                                                | 英國           | 2劑  | 已通過   | 使用中   | 納入         |
| 科興           | 滅活疫苗       | 科興生物                                                              | 中華人民共和國 | 2劑  | 已通過   | 使用中   | 納入         |
| 康希諾         | 腺病毒載體疫苗 | 康希諾生物                                                            | 中華人民共和國 | 1劑  | 已通過   | 使用中   | 納入         |
| 強生疫苗       | 腺病毒載體疫苗 | 強生公司、楊森製藥                                                    | 美國           | 1劑  | 已通過   | 使用中   | 計劃中       |
| 国药疫苗       | 灭活疫苗       | 中国医药集团、武汉生物制品研究所                                      | 中華人民共和國 | 2劑  | 已通過   | 使用中   | 無計劃       |
| 莫德纳疫苗     | mRNA疫苗       | 莫德纳、 美國國家過敏和傳染病研究所、美国生物醫學高級研究與開發管理局 | 美國           | 2劑  | 已通過   | 還未     | 無計劃       |
| 衛星V          | 腺病毒載體疫苗 | 加馬列亞國家研究中心                                                  | 俄羅斯         | 2劑  | 審核中   | 還未     | 計劃中       |
| 科瓦克辛       | 灭活疫苗       | 巴拉特生物技術公司、印度醫學研究理事會                                | 印度           | 2劑  | 已通過   | 還未     | 無計劃       |

## 试验阶段疫苗
| 疫苗                                                 | 种类（科技）       | I阶段  | II阶段 | III阶段 |
| ---------------------------------------------------- | ------------------ | ------ | ------ | ------- |
| 安徽智飞                                             | 組分               | 完成   | 完成   | 完成    |
| 中国医学科学院医学生物学研究所                       | 滅活               | 完成   | 完成   | 进行中  |
| 未命名 （马来西亚博特拉大学及大马医药研究院（IMR）） | mRNA疫苗、灭活疫苗 | 临床前 | 临床前 | 临床前  |

## 历史

### 2020年
- 2020年10月13日，首相慕尤丁宣布，马来西亚决定支付4200万令吉，成为全球疫苗免疫联盟会员，让国人获得新冠病毒疫苗[13]。

- 2020年10月24日，以科学、工艺及革新部长凱里·嘉馬魯丁为首的新冠疫苗供应特别委员会（JKJAV）首次开会，决定预计明年第一季获取的首批疫苗优先给前线人员如医务人员、警察、监狱及移民局工作人员。同时卫生部已联系处在第3临床试验阶段的8个候选疫苗[14]。

- 2020年11月25日，凱里提到，明年首季70%马来西亚人接种新冠疫苗目标聚焦在成年人，让国家形成群体免疫，即使没有接种的个人也不会轻易感染新冠[15]。首相慕尤丁向美国驻马大使表达意愿，希望疫苗面世后，马来西亚可以公平获取疫苗[16]。

- 2020年11月27日，慕尤丁宣布，马来西亚于11月24日与美国制药公司辉瑞签署协议购买1280万支冠病疫苗，提供给20%人口，首批100万支疫苗将于2021年首季运抵，次季将有170万支运抵，而第3季和第4季分别580万支及430万支。与此同时，马来西亚也在11月23日与全球冠病疫苗机制（COVAX）签署购买供应10%人口疫苗协议，这使到初步疫苗采购额增至30%人口。[17]。政府将免费为人民接种疫苗，特别是高风险人士和患有疾病者，但不强制接种，至于外国人要接种疫苗则须缴付卫生部规定的费用[18]。

- 2020年12月9日，由于人民对疫苗有效性感到忧虑，巫统京那峇当岸区国会议员邦莫达在国会接受挑战，自荐成为马来西亚首位接种疫苗的试验对象[19]。

- 2020年12月22日，马来西亚与英国药厂阿斯利康（AstraZeneca）签署协议，采购640万剂新冠疫苗，让疫苗供应比原先多出10%。同时也与科兴（Sinovac）、康希诺（CanSino）和加马列亚（Gamaleya）进行最后谈判，以取得超过80%人口或2650万剂疫苗额外供应。首相慕尤丁也宣布，为了提升人民对疫苗的信心，他毛遂自荐成为国内首批接种新冠疫苗者[20]。

- 2020年12月23日，政府通过2021年马来西亚联邦政府财政预算案，将从预算案中拨款30亿令吉采购疫苗。

### 2021年
- 2021年1月5日，新冠疫苗供应特别委员会（JKJAV）商讨让外劳和外籍人士免费接种新冠疫苗，以达到集体免疫[21]。

- 2021年1月11日，卫生部与美国制药公司辉瑞签署制造与供应协议，再添购1220万剂至总额2500万剂疫苗，让39%人民能接种疫苗[22]。

- 2021年1月12日，马来西亚制药集团发马（Pharmaniaga）与中国科兴公司签署半成品疫苗供货协议，1400万剂科兴疫苗将在本地灌封[23]。

- 2021年1月16日，卫生部招募3000名健康志愿者，参与最后阶段的新冠疫苗试验[24]。

- 2021年1月26日，卫生部与两家本地疫苗供应商发马（PHARMA）及联合药业（DPHARMA）签署条款，采购涵盖28.75%大马人口的1840万剂新冠疫苗[25]。

- 2021年1月27日，卫生部即日起在全国9间医院的临床研究中心，与中国医学科学院医学生物学研究所（IMBCAMS）进行新冠疫苗实验第三期实验，探讨疫苗的安全及有效性[26]。

- 2021年2月6日，卫生部长阿汉峇峇说，卫生部需要1200万个低残留注射器，以在2月杪展开首阶段全国免疫计划，为20%人口或600万人注射疫苗[27]。

- 2021年2月13日，卫生部长阿汉峇峇公布，从2月底开始，在全国社区设600个接种地点包括卫生诊所、政府和私人医院，每个接种地点安排7名接种员驻守，预计每天可为12万6000人接种疫苗[28]。

- 2021年2月21日，由马航货运MH604航班载送的首批辉瑞-BioNTech新冠疫苗于上午10时07分运抵吉隆坡国际机场，并由DHL快递负责运送疫苗至各指定的疫苗储存中心，全程由警方护送[29]。同时原订2月26日启动的全国新冠疫苗接种计划提前至2月24日；首相慕尤丁和卫生总监诺希山将率先接种[30][31]。

- 2021年4月21日，国盟政府颁布2021年紧急状态（1988年国家信托基金）（修正）条例，批准动用国家信托基金50亿令吉，作为采购新冠病毒以及相关传染病疫苗的支出，即日起生效[32]。

- 2021年4月26日，科学、工艺及革新部长凯里·嘉马鲁丁证实，在动用国家信托基金的50亿令吉的资金当中，有30亿令吉用于采购疫苗，另20亿令吉则用于执行疫苗接种计划[33]。

- 2021年5月16日，外交部长拿督斯里希山慕丁表示中国政府将捐助50万剂科兴疫苗给馬來西亞。希山慕丁对此表示赞赏，並称此举进一步巩固大马与中国的外交关系，实现两国互惠互利，加强大马疫苗接种过程，有助加快与推进国家新冠免疫计划[34]。

- 2021年6月15日，日本外務大臣茂木敏充宣布亦在同日宣布日本政府打算提供日本生产的阿斯利康（AstraZeneca）疫苗给东南亚的马来西亚、印尼、菲律宾、越南及泰国。根据日本驻马大使馆所发布的文告，倘若情况允许，日本政府将从7月起供应相关2019冠病疫苗，并会进一步协调此事宜[35]。在这之前，日本已向台湾捐赠了第一批，共124万剂的阿斯利康疫苗。外交部长拿督斯里希山慕丁表示，这是马日加强巩固的关系，进一步达互惠互利。马来西亚高度赞赏长期合作伙伴日本，在疫情期间，提供的宝贵支持。[36][37]。

- 2021年6月28日，政府加速新冠疫苗接种，以遏制无限循环的封锁期，首相丹斯里慕尤丁宣布，政府将拨款10亿令吉，加强推进全国免疫计划，当中拨款4亿令吉增加新冠疫苗供应，使到疫苗供应量从120%增至130%[38]。

- 2021年7月5日，美国捐献的100万剂辉瑞疫苗抵达马来西亚。外交部长拿督斯里希山慕丁随后发文感谢美国驻马大使及美国政府这次捐赠疫苗，并希望双边发展紧密的关系，可以继续成为两国携手应对新冠肺炎的力量。[39]。

- 2021年9月7日，馬來西亞國際貿易及工業部長阿茲敏阿里宣佈，由於馬來西亞擁有高疫苗接種率，2021年10月底將會將會當新型冠狀病毒作為一種風土病[40]。首相依斯邁沙比里亦宣佈，9月10號開始，巴生谷地區包括雪蘭莪、吉隆坡及布城，將會進入國會覆蘇計劃第二階段，雪蘭莪、吉隆坡及布城居民可以互相通行，不再設路障[41]。
- 2021年10月9日，马来西亚推动加强剂接种计划，总共提供21万600剂辉瑞疫苗给砂拉越地区作为首个试验地点，以医疗前线人员和老年人为优先群体。

- 2021年10月29日，财政部长东姑赛夫鲁在国会下议院提呈《2022年财政预算案》的演讲中，宣布马来西亚卫生部已经向疫苗供应商签署协议，采购了8千800万剂辉瑞疫苗，覆盖全国总人口的140%，足以应付所有12岁及以上的民众的基本免疫注射和第三剂的分配[42]。

## 疫苗接种计划

供已接种疫苗后的人们拍照的牌子。

### 第一阶段
- 2021年2月24日，全国新冠免疫计划正式开跑，首相慕尤丁率先在布城卫生中心接种辉瑞新冠疫苗，首日接种疫苗者还包括卫生总监诺希山及4名卫生部人员[43]。第一阶段的接种目标对象包括所有国州议员和前线人员。

- 2021年3月7日，前首相马哈迪·莫哈末及夫人茜蒂哈斯玛在浮罗交怡体育馆内疫苗接种中心，接受辉瑞新冠疫苗接种[44]，同时有12万7608人已接种第一剂疫苗及299万577人登记疫苗接种。

- 2021年3月8日，卫生部长阿汉峇峇宣布与美国制药公司辉瑞签署新协议，增加采购3200万剂辉瑞疫苗，以覆盖全国50%人民接种疫苗[45]。

- 2021年3月18日，科学、工艺及革新部长凯里·嘉马鲁丁率先接种中国科兴生物（Sinovac）疫苗[46]。

- 2021年4月26日，政府同意在全国免疫计划的第二阶段中，向60岁及60岁以上的老年人使用阿斯利康疫苗。另外，因未能获马来西亚国家药剂监管局（NPRA）的批准，政府暂不引进中国康希诺疫苗[47]。

- 2021年5月2日，政府开放让民众自愿登记阿斯利康冠疫苗接种预约，3小时26万8000个预约名额全面满额[48]。

### 第二阶段
- 2021年4月19日，冠病疫苗接種計劃第二階段正式開跑，按照原定規劃將向約940萬名老年人、殘障人士及慢性疾病患者提供疫苗。然而，第二階段啓動初期僅有原定目標的三分之一民衆注冊接種疫苗，低登記率引發隱憂[49][50]。
- 2021年4月24日，霹雳州正式开启第二阶段疫苗接种计划，让民众接种疫苗。

- 2021年5月5日，政府正式为民众接种阿斯利康疫苗[51]。

- 2021年6月28日，政府同意拨款2亿令吉，以增加29个疫苗接种中心、提升现有接种中心、落实得来速接种中心、流动接种中心及沿户宣传活动[38]。

## 推行安排

### 阿斯利康疫苗应用
关于阿斯利康疫苗的应用，由政府透过COVAX机制，采购韩国SK生物科技公司（SK Biosciences）生产的疫苗和泰国购买的阿斯利康疫苗，再由新冠疫苗供应特别委员会（JKJAV）分配。2021年4月2日，马来西亚药物管制局（DCA）根据世界卫生组织的紧急使用清单（EUL）的认可机制，批准在紧急情况下有条件注册阿斯利康疫苗的使用。6月4日，马来西亚卫生部属下的药物管理局同意有条件批准泰国暹罗生物科学公司Siam Bioscience所生产的阿斯利康疫苗，并列入紧急使用清单。
阿斯利康疫苗采用自愿登记方式，申请者无需再通过吾安（MySejahtera）手机应用程式另外或重新登记接种疫苗。接种地点只在特定的阿斯利康疫苗接种中心（PPV）进行，申请者需提前预订接种日期、时间和地点。5月27日，鉴于申请注册阿斯利康疫苗的反应热烈，政府宣布取消自愿登记方式，改为列入国家免疫计划的一部分。
首批疫苗于2021年4月23日运抵，总共26万8600剂，申请程序于5月2日开放注册，接种程序于5月5日由雪隆地区开始，凡18岁以上者皆符合资格接种，但以先到先得的方式提供。第二批疫苗于5月21日运抵，总共55万9200剂，申请程序从5月23日起开放注册，接种程序扩大至柔佛、砂拉越及槟城地区，以60岁以上的乐龄人士优先提供接种。7月1日，由日本捐赠的100万剂疫苗抵达。之后在7月2日，由泰国生产的58万6700剂阿斯利康疫苗交付给马来西亚。8月3日，由英国捐赠的41万5000剂阿斯利康疫苗抵达马来西亚。

#### 阿斯利康疫苗接种中心名单
| 接种中心地点                      | 地区   | 承办机构               |
| --------------------------------- | ------ | ---------------------- |
| 吉隆坡世界贸易中心 (WTCKL)        | 吉隆坡 | 新冠疫苗供应特别委员会 |
| 马来亚大学（UM）                  | 吉隆坡 | 新冠疫苗供应特别委员会 |
| 马来西亚国立大学（UKM）           | 雪兰莪 | 新冠疫苗供应特别委员会 |
| 莎阿南IDCC会展中心                | 雪兰莪 | 新冠疫苗供应特别委员会 |
| 槟城国际会展中心（SPICE）         | 槟城   | 新冠疫苗供应特别委员会 |
| 新山国际会展中心（PERSADA)        | 柔佛   | 新冠疫苗供应特别委员会 |
| 古晋婆罗洲会展中心（BCCK）        | 砂拉越 | 新冠疫苗供应特别委员会 |
| 美里国家青年技术学院（IKBN Miri） | 砂拉越 | 新冠疫苗供应特别委员会 |

### 科兴疫苗应用
关于科兴疫苗的应用分为「付费接种疫苗」与「国家接种疫苗」两种方式，前者是加速程序，申请提前接种需要付费。后者是常规程序，透过全国疫苗接种中心的接种则免费。
科兴疫苗应用列为国家免疫计划的一部分，申请者需通过吾安（MySejahtera）手机应用程序登记接种疫苗后，等候通知前往全国疫苗接种中心接种。另一种是MyMedic@Region移动疫苗接种计划，由马来西亚卫生部、吉隆坡市政厅和联邦直辖区基金会以及其他政府部门合作提供疫苗流动车为民众接种。
2021年7月16日，馬來西亞科學、工藝與革新部長凱裏·嘉馬魯丁宣佈聯邦政府已接收所有預訂的科興疫苗，此後將逐步減少接種首劑科興疫苗，將貨源預留予接種首劑科興疫苗的人士接種次劑。不过，私人界与州政府獲准于7月起自行施打科興疫苗。2022年4月1日起，卫生部规定只接种两剂科興疫苗的人士列为非完成疫苗接种状态。

### 加强剂应用
2021年10月8日，马来西亚卫生部（MOH）宣布批准辉瑞制药和BioNTech生产的辉瑞疫苗作为加强剂有条件使用。辉瑞疫苗由比利时辉瑞制药（Pfizer Manufacturing Belgium NV）以及德国制药公司BioNTech Manufacturing GmbH制造提供。
首批用于加强剂的疫苗于2021年10月9日运抵砂拉越，总共21万600剂辉瑞疫苗。10月10日，砂拉越灾难管理委员会（SDMC）宣布，在获得马来西亚药物管制局 （DCA）有条件批准后，砂拉越率先启动以辉瑞疫苗作为加强剂接种的计划，以医疗前线人员和老年人为优先群体。10月13日，卫生部长凯里·嘉马鲁丁宣布，在全国范围部署加强疫苗接种程序，而作为国家免疫计划的一部分，加强疫苗接种是自愿且免费的。
接种加强剂程序于2021年10月10日由砂拉越开始率先启动，之后在10月22日在全国范围分阶段启动。以60岁及以上的老年人和至少在6个月前完成疫苗接种的前线人员为优先群体，符合条件的个人将通过MySejahtera应用程序获得通知。对于没有MySejahtera的人，疫苗接种中心（PPV）将通过SMS（短信系统）或电话发布公告。政府的卫生设施由各自的卫生人员提供接种疫苗，而马来西亚武装部队的卫生设施则为其前线人员提供服务。民间的卫生设施由卫生部成立的法人團體ProtectHealth Sdn Bhd旗下的私人全科医生管理。

#### 混合疫苗应用
2021年10月10日，砂拉越灾难管理委员会（SDMC）宣布，符合加强接种条件的人士，无论此前已完成接种阿斯利康或康希诺疫苗的人士，都可以混合接种。10月21日，马来西亚卫生部批准「混合搭配」疫苗接种方法，决定向至少3个月前已完成两剂科兴疫苗接种的人士进行加强接种辉瑞疫苗。

## 全国疫苗接种中心
全国疫苗接种中心（英語：Vaccination Adminstration Centres（VAC））是专门給已注册接种疫苗的马来西亚居民提供新冠疫苗注射的一站式服务中心。其中，不少可同时容纳多人的大型建筑物，如体育会馆、会展中心、讲堂、民众会堂，甚至是购物中心都可被新冠疫苗供应特别委员会（JKJAV）列为临时疫苗接种中心。之後，为了应付逐渐庞大的接种量及提高疫苗接种率以提早达成群体免疫，新冠疫苗供应特别委员会决定将私人诊所纳入全国疫苗接种中心的名单裡。
| 州属及联邦直辖区 | 医院 | 临时疫苗接种中心 | 诊所 | 总数 |
| ---------------- | ---- | ---------------- | ---- | ---- |
| 玻璃市           | 1    | 1                | 0    | 2    |
| 檳城             | 6    | 5                | 0    | 11   |
| 吉打             | 9    | 12               | 0    | 21   |
| 霹靂             | 14   | 13               | 0    | 27   |
| 吉兰丹           | 9    | 23               | 0    | 32   |
| 登嘉樓           | 6    | 8                | 0    | 14   |
| 彭亨             | 16   | 16               | 21   | 53   |
| 森美蘭           | 8    | 8                | 31   | 47   |
| 马六甲           | 3    | 7                | 0    | 10   |
| 柔佛             | 12   | 14               | 0    | 26   |
| 沙巴             | 23   | 6                | 0    | 29   |
| 砂拉越           | 21   | 50               | 0    | 71   |
| 雪蘭莪           | 12   | 10               | 6    | 28   |
| 吉隆坡           | 1    | 4                | 0    | 5    |
| 布城             | 2    | 1                | 0    | 3    |
| 納閩             | 1    | 2                | 0    | 3    |

## 国家新冠肺炎免疫计划进展统计
- 截至2021年9月2日，共有21,378,563人已登记接种疫苗[72]。

### 疫苗接种率
以下资料截至2021年9月2日
| 州属及联邦直辖区                | 接种人士（至少已完成第一剂疫苗注射） | 已完成两剂疫苗接种               | 疫苗接种率 |
| ------------------------------- | ------------------------------------ | -------------------------------- | ---------- |
| 柔佛                            | 3,351,047                            | 3,295,555                        | 86.9%      |
| 吉打                            | 1,697,065                            | 1,663,866                        | 75.9%      |
| 吉兰丹                          | 1,252,731                            | 1,226,092                        | 63.6%      |
| 巴生谷 （雪兰莪、吉隆坡、布城） | 8,667,826                            | 8,501,590                        | 101.0%     |
| 納閩                            | 89,610                               | 85,256                           | 85.2%      |
| 马六甲                          | 794,981                              | 780,769                          | 83.3%      |
| 森美蘭                          | 1,032,639                            | 1,016,848                        | 90.1%      |
| 彭亨                            | 1,279,796                            | 1,253,167                        | 74.4%      |
| 檳城                            | 1,634,284                            | 1,612,592                        | 90.9%      |
| 霹靂                            | 2,024,134                            | 1,981,180                        | 79.0%      |
| 玻璃市                          | 217,102                              | 213,526                          | 83.6%      |
| 沙巴                            | 2,613,816                            | 2,524,404                        | 65.9%      |
| 砂拉越                          | 2,506,205                            | 2,427,954                        | 86.0%      |
| 登嘉樓                          | 936,111                              | 918,208                          | 72.0%      |
| 全国                            | 28,097,347（第一剂疫苗接种）         | 27,501,007（已完成两剂疫苗接种） | 84.2%      |

## 争议

### 捐献疫苗涉诈骗事件
- 2021年5月18日，槟城首席部长曹观友联同民主行动党秘书长林冠英等召开记者会，批评中央政府批准雪兰莪州及砂拉越州可以购买疫苗，却不允许槟州政府接受在2月15日时，有私人公司愿意捐献的冠病疫苗。曹观友在记者会上出示卫生部在3月12日表明不批准州政府接受私人企业捐献的回函，促请中央政府卫生部表态是否批准槟州政府接受有关疫苗。他也引述一些坊间言论，表示中央政府不让槟州政府接受疫苗存有双重标准。林冠英也在记者会上炮轰中央政府此举是一种对人民的罪行，并鼓励曹观友就算会被惩罚也要接受捐献[77][78]。

- 5月19日，负责协调全国冠病疫苗的联邦科学、工艺及革新部长凯里·嘉马鲁丁揭露，有关私人公司欲捐献中国科兴疫苗给槟州的事项其实是一场骗局。凯里表示，该结论是在对据称总部位于香港的私人公司以及疫苗供应商进行公司搜索之后得出的名称是Sinovac Biotech Ltd，而在向疫苗销售商查证后，证实该公司并没有代理亚洲市场。凯里在根据政府部门和本人的确认后得出结论，发现有关公司根本不存在，而槟州政府所公开的信函也是假的。凯里也表示，在2月9日曾收到同一位捐献者的信函，对方自称是香港新泰发展公司的董事经理，表示可以赞助沙巴州政府200万剂疫苗，而该部官员也在当时联系了科兴疫苗，查询后发现根本没有此事，因此槟州政府所出示的信函以及疫苗捐献，就是一场骗局[79]。并对于曹观友和林冠英指控中央政府故意阻碍州政府获得疫苗，凯里对此表示失望，并向槟州首席部长曹观友和林冠英表示，不要将国家实施的新冠免疫计划政治化。凯里也表明：「疫苗购买是高度管制品，这不是在Shopee买T恤，这必须要有国家药剂监管机构（NPRA）的批准」[80]。曹观友当晚针对凯里揭发「槟州政府接获的私人公司献捐200万剂疫苗是一个骗局」事宜，发表文告指凯里作出一项严重的指控，并促请有关公司出面解释及提呈证据，以维护公司信誉[81]。

- 5月20日，槟城国盟与民政党青年团也就疫苗捐献被揭发是骗局一事，向警方报案要求彻查，以捍卫槟城人民的利益[82][83]。同日，被公开指责捐献疫苗是骗局的当事人杨志光接受《星洲日报》与《马来邮报》电话访问时表示，希望捐献疫苗的是公司，并非他个人，而他只是以公司代表的身分出面献议捐献疫苗，强调捐献并非骗局。他指出公司有一套方法可以从科兴疫苗生产商采购200万剂疫苗，惟后者坚持采购方必须取得大马卫生部或相关单位发出的证明信函，方可采购疫苗，但最终未能符合条件才没有完成交易。因此已在年初先后向州政府和相关部门致函捐献疫苗的意愿，希望获得当局批准采购疫苗。他直言，这个提议最初不是给槟城州政府，而是给沙巴州政府，但在被后者拒绝后，槟城州政府向他提出不如向槟城捐献。在布城与槟城发生争执期间，杨志光的个人信息与函件附上的公司地址也在网上被起底[84]。他指责部长凯里在未查明真相之前，就指捐献疫苗是骗局是非常严重的指控，将咨询律师的意见后，才决定是否对他和公司造成的伤害采取法律行动。杨志光在被问及有关信函没有使用公司信笺时表示，他是考虑到自己是以个人身份协助中国股东捐献疫苗，所以没用公司信笺，并指州政府接触捐疫苗献议信是由槟州民主行动党所写，而信函上所用的地址是他的私人地址，而不是公司的地址，称是部长凯里误置了公司名称[85][86]。杨志光也在接受《中国报》独家访问时直言，在被指是骗子后，其中国公司或不会捐赠疫苗给槟城州政府，并指责部长凯里有什么权力可以公开他的名字，亦在同日沙巴警方的传召下协助调查[87]。同日，林冠英发表文告指槟城州政府正在核实凯里的指控，若所言属实，林冠英愿意公开道歉，并敦促中央政府尽快批准州政府可自行购买疫苗[88]。

- 5月21日，槟城首席部长曹观友为捐赠疫苗争议事件发文告公开道歉，并指控杨志光指信函是由槟州民主行动党撰写，这是严重且毫无根据的指控，澄清槟州行动党从未书写过有关信函，并针对此事向百大年路警局报案[89]。5月22日，槟州总警长拿督沙哈布丁根据初步调查表示，欲捐赠疫苗予槟政府的致函者并非Xintai Development Enterprise Ltd的执行董事，仅是该公司口头上委任的代表，警方目前也接到6宗相关投报，将援引刑事法典第420（诈骗）条文及第511（企图犯罪）条文，调查此案[90]。5月23日，杨志光在接受《南洋商报》访问中，郑重向槟州政府、中央政府及科学、工艺及革新部长凯里·嘉马鲁丁公开道歉，并为「槟州行动党替他代笔向州政府发出疫苗认捐公函」澄清实际上是由自己的下属笔写[91]。5月24日，他再次接受媒体访问时重申自己不是骗子，表示自己是还没得到疫苗公司的批准，所以沒有购买疫苗，称当香港新泰发展公司负责人不在，很多事情都是由他负责，但不曾联络过唯一科兴疫苗代理商发马集团，并公开其香港新泰发展公司是一间贷款公司[92]。他也称因为不懂捐疫苗程序才会闹出风波，对此向受影响的有关方面道歉，希望平息事件[93]。

### 接種打空針傳聞
马来西亚冠病疫苗接种中心发生「打空针」疑云，期後凯利於7月23日和卫生部长阿汉峇峇召开联合记者会时指出，马国确实发生一宗民众在接种冠病疫苗时被打空针事件，并已查明是涉及的护士因疲劳过度造成的人为疏忽，而非坊间传闻医护人员私下售卖疫苗，与黑市贩售疫苗无关。

### 相关谣言
- 2021年5月4日起，WhatsApp社交通讯软件上流传有人因为施打了阿斯利康疫苗而死亡的假消息。马华公会总秘书张盛闻批评这种刻意制作的假讯息谣言惑众，就是唯恐天下不乱的心态，一定要强烈及严厉谴责[94]。疫苗接种活动的参与者针对社媒流传注射阿斯利康疫苗副作用身亡的假消息直言是酸葡萄心理作祟，毕竟此疫苗仅限26万人申请，不排除是申请不到愤而抹黑，期望阻吓其他人接种。也表示注射阿斯利康后会有诱发血栓风险，是某些媒体大肆报道而引起的社会恐慌，但真正的阅读相关资料和报导，血栓副作用发生仅是个案[95]。

## 相关事件
- 2021年6月14日，作为砂拉越最大型户外疫苗接种中心之一的砂团结体育馆因停电而导致疫苗接种工作被迫中断，导致场外大排长龙。事后，砂拉越灾难理事会对外发布声明为此意外道歉，並表示会认真看待此次事故。之后，在有关当局的抢救下，电力开始恢复正常，疫苗接种工作得以继续进行[96]。